# Sabine John
Sabine John, nata Möbius e divorziata Paetz (Döbeln, 16 ottobre 1957), è un'ex multiplista tedesca, vincitrice della medaglia d'argento alle Olimpiadi di Seul 1988 nell'eptathlon.

## Biografia
Oltre a questa conquistò anche altre due importanti medaglie d'argento nell'eptathlon: agli Europei 1982 ed ai mondiali 1983, in entrambi i casi dietro a Ramona Neubert. Nel 1988 invece l'oro andò a Jackie Joyner-Kersee.
Il 6 maggio 1984 a Potsdam stabilì con 6946 punti il nuovo record mondiale, che rimase tale fino al 7 luglio 1986, quando Joyner-Kersee abbatté la barriera dei 7000 punti.
Il risultato della John resta ad oggi la seconda miglior prestazione tedesca di sempre, superata solo da Sabine Braun. Sabine John è nelle parti alte delle classifiche tedesche di tutti i tempi anche in altre specialità: nei 100 metri ostacoli con 12"54 è quarta, dietro Bettine Jahn, Gloria Uibel e Cornelia Oschkenat ed ex aequo con Kerstin Knabe. Risulta invece terza nel lungo con 7,12 m, alle spalle di Heike Drechsler ed Helga Radtke.

## Accuse di doping
Fa parte della lista delle figure sportive di primo piano impiegate, in un programma per migliorare le proprie prestazioni raccontato dalla stampa, facendo forse uso di doping. Lo confermerebbe alle pagine 196-197 del volume-denuncia "Doping Dokumente: Von der Forschung zum Betrug" (1991), scritto dall'ex atleta Brigitte Berendonk, una lista dove è riportato anche il nome di Sabine.

## Palmarès
| Anno                                 | Manifestazione  | Sede     | Evento         | Risultato | Prestazione | Note |
| ------------------------------------ | --------------- | -------- | -------------- | --------- | ----------- | ---- |
| In rappresentanza della Germania Est |                 |          |                |           |             |      |
| 1982                                 | Europei         | Atene    | Eptathlon      | Argento   | 6.594 p.    |      |
| 1983                                 | Mondiali        | Helsinki | Eptathlon      | Argento   | 6 662 p.    |      |
| 1988                                 | Giochi olimpici | Seul     | Salto in lungo | 8ª        | 6,55 m      |      |
| 1988                                 | Giochi olimpici | Seul     | Eptathlon      | Argento   | 6 897 p.    |      |